# Unaysaurus
Unaysaurus tolentinoi ("reptiel van het Zwarte Water") was een dinosauriër uit het late Trias, 225 miljoen geleden (Carnien-Norien) levend in het zuiden van het huidige Brazilië, behorend tot de groep van de Sauropodomorpha.

## Vondst en naamgeving
In 1998 werd toevallig aan de kant van een juist gerepareerd weggetje tijdens een wandeling door Tolentino Flores Marafiga een skelet gevonden.
De typesoort Unaysaurus tolentinoi werd in 2004 benoemd en beschreven door Luciano A. Leal, Sergio A.K. Azevodo, Alexander Kellner en Átila A.S. da Rosa. De geslachtsnaam is afgeleid van het Tupi-woord unay, "zwart water", een verwijzing naar het Água Negra-gebied. De soortaanduiding eert Tolentino als ontdekker.
Het fossiel, holotype UFSM 11069, is gevonden in lagen van de Caturritaformatie die dateren uit het vroege Norien. Het bestaat uit een vrijwel complete schedel met onderkaken, de draaier, tien ruggenwervels, dertig staartwervels, ribben, buikribben, de schoudergordel, beide voorpoten behalve de linkerhand, beide scheenbeenderen, het rechtersprongbeen en de linkervoet. Bepaalde onderdelen lagen in verband zoals de wervelreeksen en de schoudergordel. Vermoedelijk is een belangrijk deel van het skelet tijdens de wegwerkzaamheden verloren gegaan.
In 2023 werd gemeld dat tussen de botten van het holotype een tweede exemplaar aanwezig was, een jong dier dat ongeveer half zo lang was. Het bestaat uit wervels en voetbeenderen.

## Beschrijving

### Grootte en onderscheidende kenmerken

De grootte van het holotype

Unaysaurus was een vrij kleine herbivoor van 2,5 meter lengte en met een gewicht van zeventig kilogram die de vorm had van een "prosauropode" en dus leek op de in Duitsland gevonden Plateosaurus: hij liep op twee poten, kon echter op vier poten steunen en had een lange nek. De heuphoogte werd in 2004 geschat op één meter.
De beschrijvers wisten enkele onderscheidende kenmerken vast te stellen. Het betreft autapomorfieën, unieke afgeleide eigenschappen. De interne vleugel van het bovenkaaksbeen draagt twee groeven. Op grens van het voorhoofdsbeen en wandbeen steekt een uitsteeksel schuin naar bezijden en boven, over het bovenste slaapvenster. Midden tussen de wandbeenderen bevindt zich een uitholling op de bovenkant. In de hersenpan heeft het basisfenoïde achter de normale recessus basisphenoideus een tweede diepe uitholling op de onderkant, tussen de tubera basilaria. Bij het opperarmbeen loopt een stompe richel op de zijkant van de deltopectorale kam.
In 2019 werd nog een extra autapomorfie toegevoegd. Het dentarium van de onderkaak heeft in het lagere gedeelte van de fossa Meckeliana, de horizontale groeve aan de binnenzijde, fijne gevorkte richeltjes die twee kleine uithollingen of aderkanalen begrenzen.

### Skelet

#### Kop

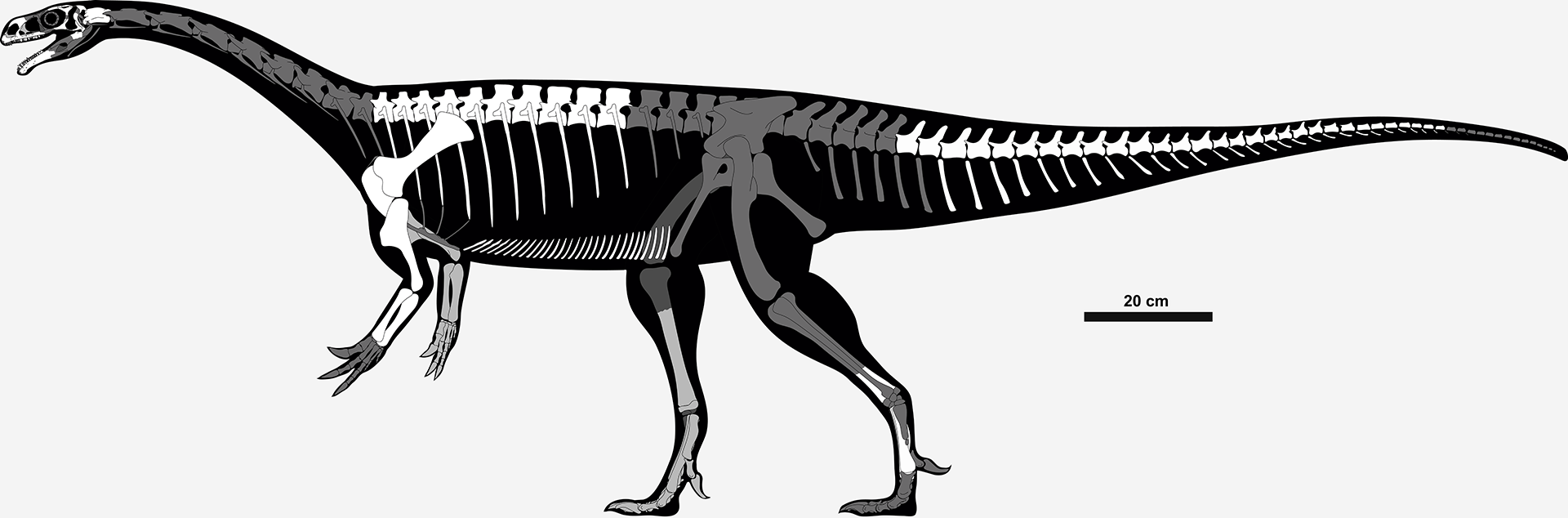
Diagram van de bekende botten

De schedel heeft een lengte van zo'n vijftien centimeter. Hij is naar voren toe afhangend licht gebogen. De snuit is hoog met een groot neusgat. De uitholling aan de benedenzijde daarvan heeft geen opstaande rand. Bij de praemaxilla is de opgaande tak niet speciaal overdwars verbreed. De achterste tak is lang. Het is niet waarneembaar of het bovenkaaksbeen een bijdrage levert aan de onderrand van het neusgat maar een brede opgaande tak van het bovenkaaksbeen ontbreekt. De brede interne vleugel van het bovenkaaksbeen loopt vrijwel recht en niet evenwijdig aan de voorrand van de uitholling rond de fenestra antorbitalis. De voorste onderhoek van die opening wordt aan de binnenkant gesloten door een opvallende beenplaat. Een uitloper van het neusbeen overlapt naar achteren en bezijden het traanbeen. Het bovenste slaapvenster reikt tot vóór de beennaad tussen de voorhoofdsbeenderen en de wandbeenderen maar het is niet waarneembaar of het hoofdlichaam van het voorhoofdsbeen direct het venster raakt. De achterhoofdsknobbel ligt vrij hoog ten opzichte van de andere uitsteeksels van de hersenpan, maar lager dan bij Plateosaurus, op het niveau van de onderkant van het parasfenoïde. De processus basipterygoidei van de hersenpan zijn relatief klein. Er bevindt zich een diepe kloof tussen de aanhangsels van de tubera basilaria, een afgeleid kenmerk.
De lijn van de schedel volgend buigt de voorste onderkaak, het dentarium, iets naar beneden, een lichte "kin" vormend. Het dentarium is aan de binnenzijde, net boven de onderrand van de kaak, doorboor door twee foramina. Het kaakgewricht is duidelijk beneden het niveau van de tandrij gelegen.
De tanden zijn bladvormig en overdwars afgeplat. Ze hebben aan de voorrand en achterrand vijf tot acht vrij grote kartelingen die een hoek van 45° maken met de snijrand. De kartelingen liggen op de hele rand, niet alleen bovenaan, een basaal kenmerk. De achterste tanden zijn wat kleiner. Er staan vermoedelijk vier tanden in de praemaxilla, tweeëntwintig in het bovenkaaksbeen en twintig in het dentarium voor een totaal van tweeënnegentig. Sommige sauropodomorfen hebben vijf premaxillaire tanden.

#### Postcrania
In de nek is de tweede halswervel, de draaier, gekield, wat een uitzondering is bij de sauropodomorfen. De voorste gewrichtsuitsteeksels van de draaier zijn klein en ontspruiten aan de voorrand van de wervelboog. Bij de ruggenwervels heeft de wervelboog een grotere hoogte dan het wervellichaam, net als bij Yunnanosaurus. Een overeenkomst met Plateosaurus is dat bij de voorste ruggenwervels de zijuitsteeksels maar één richel op de onderkant hebben maar bij de achterste ruggenwervels twee. De achterste staartwervels hebben een lengtegroeve op de onderkant.
Het schouderblad is relatief lang en recht, niet sterk bovenaan verbreed. De processus acromialis, een uitsteeksel aan de onderste voorrand, maakt een hoek van 60° met het blad in plaats van er haaks op te staan. Het ravenbeksbeen is relatief langwerpig en heeft de vorm van een afgeronde rechthoek. Er bevindt zich geen inkeping op de achterrand.
Het opperarmbeen is robuust met een grote deltopectorale kam die de helft van de schacht beslaat. Van de kleine knobbel van de processus deltoides af kronkelt een afgeronde richel schuin naar achteren en beneden over het buitenvlak van de kam richting schacht, eindigend in een ondiepe groeve. Dit zou een spierafscheiding kunnen zijn zoals in mindere mate aanwezig bij Thecodontosaurus, Massospondylus en Riojasaurus. De onderste gewrichtsknobbels zijn verbreed en duidelijk gescheiden maar niet extreem. Bij de ellepijp is de processus olecrani laag. Er zijn vier middenhandsbeenderen. Het eerste kootje van de eerste vinger is iets slanker dan het eerste middenhandsbeen, niet veel smaller of breder zoals bij veel verwanten. Het bovenvlak is opvallend asymmetrisch, wat dient om de duimklauw te doen afstaan.
Het scheenbeen is relatief robuust. Het bovenvlak van het tweede en derde middenvoetsbeen is echter meer lichtgebouwd dan bij echt zware vormen. Het bovenste uiteinde van het vijfde middenvoetsbeen is ingesnoerd in plaats van verbreed, een basaal kenmerk. Het eerste kootje van de eerste teen is slanker dan het eerste kootje van de tweede teen, anders dan bij Plateosaurus en Riojasaurus.

## Fylogenie
Unaysaurus werd in 2004 in de Plateosauridae geplaatst. Een cladistische analyse wees in 2004 uit dat het de zustersoort was van Plateosaurus maar de beschrijvers wezen er zelf op dat geen enkele synapomorfie, gedeelde nieuwe eigenschap, door die twee gedeeld werd. Latere analyses hebben meestal de positie in de Plateosauridae bevestigd.
In 2018 stelde een analyse een positie vast als zustersoort van Macrocollum in een eigen Unaysauridae. Een studie uit 2019 echter bevestigde de positie als zustersoort van Plateosaurus.